# 密毛点地梅
密毛点地梅（学名：Androsace rockii），为报春花科点地梅属下的一个植物种。